# Kegelkopfschrecken
Die Kegelkopfschrecken (Pyrgomorphidae) sind eine Familie innerhalb der Kurzfühlerschrecken (Caelifera). Namensgebend ist der konische Kopf der Insekten.

## Merkmale
Kegelkopfschrecken gehören zu den größeren Kurzfühlerschrecken und erreichen eine Körperlänge von 60 bis 72 Millimetern. Sie lassen sich durch ihre oft auffällig leuchtenden Farben relativ leicht identifizieren. Diese dienen in erster Linie der Abschreckung von Feinden. Eine Reihe von Arten können zudem ein schaumiges Wehrsekret aussondern.
Innerhalb der Arten treten alle Variationen von Flügelrückbildung auf.

## Nahrung
Die meisten Arten ernähren sich von Laub, nur selten von Gras.

## Systematik

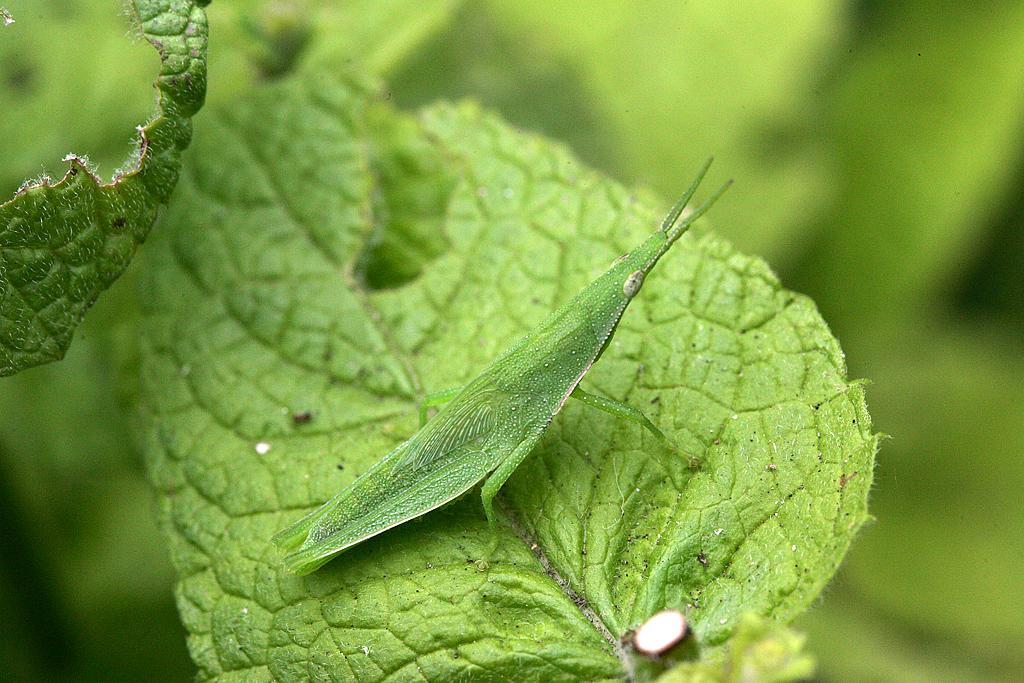
Atractomorpha lata

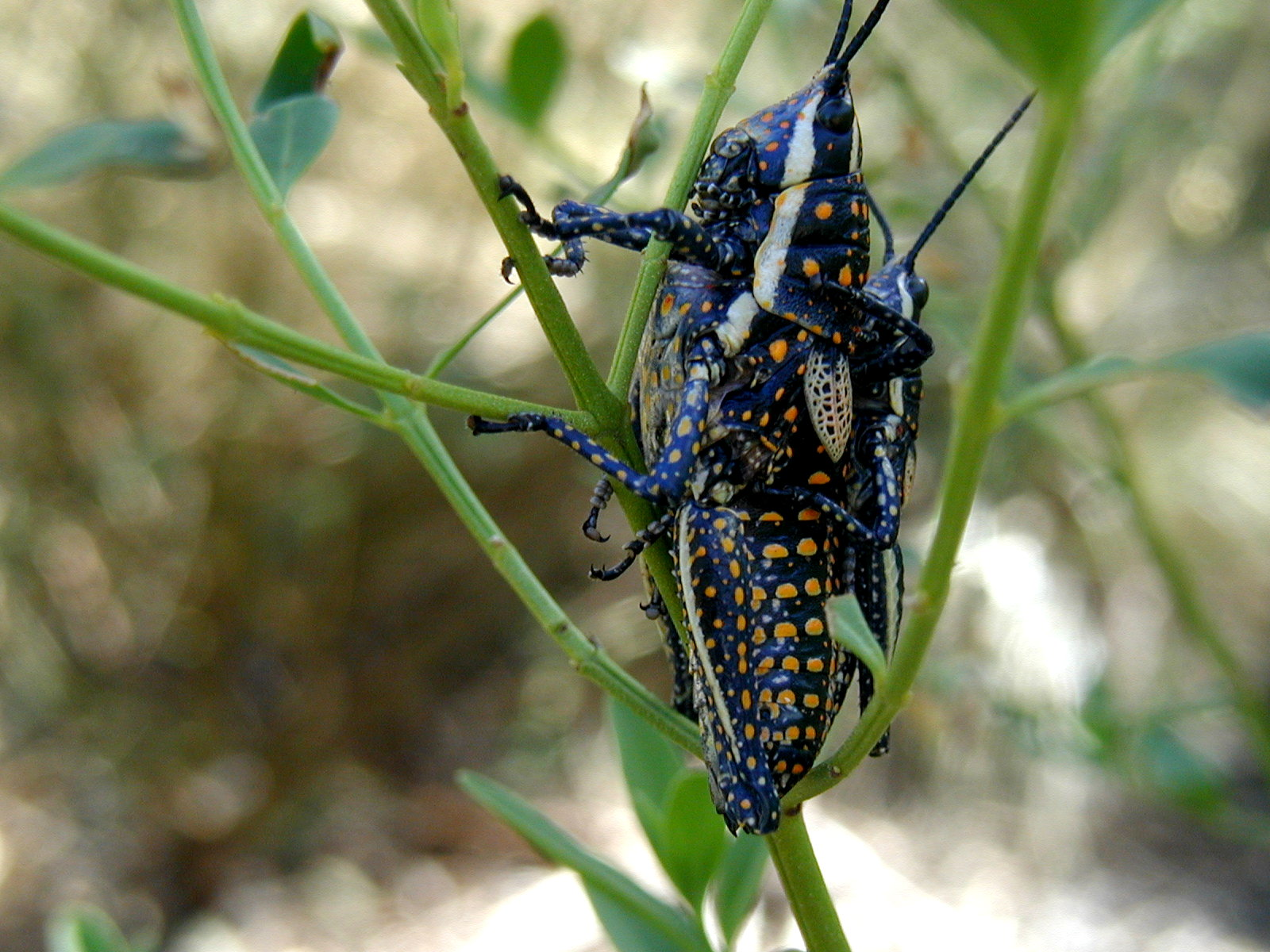
Die Monistra pustulifera kommt in Australien vor

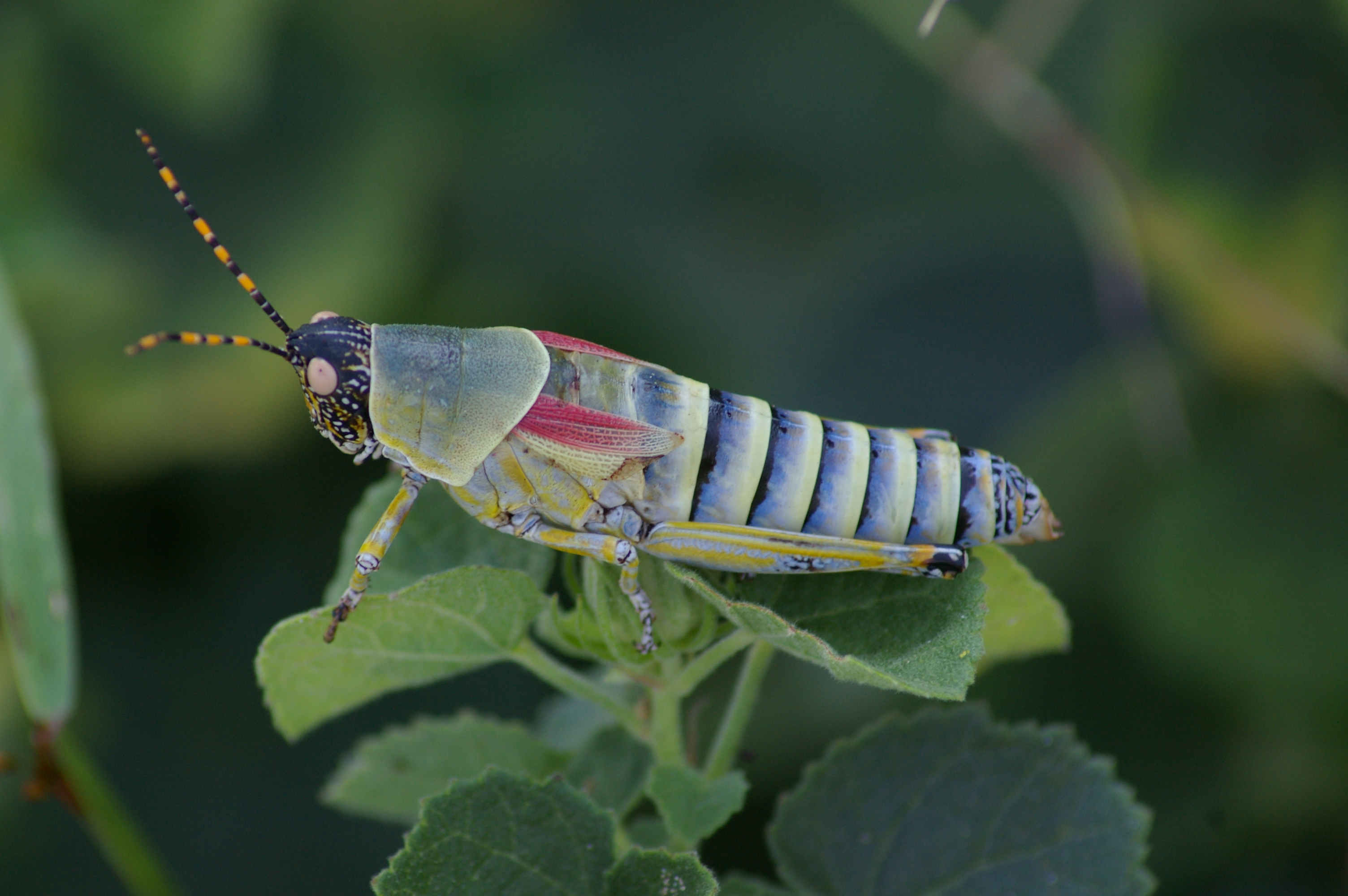
Zonocerus elegans (aufgenommen in Sambia)

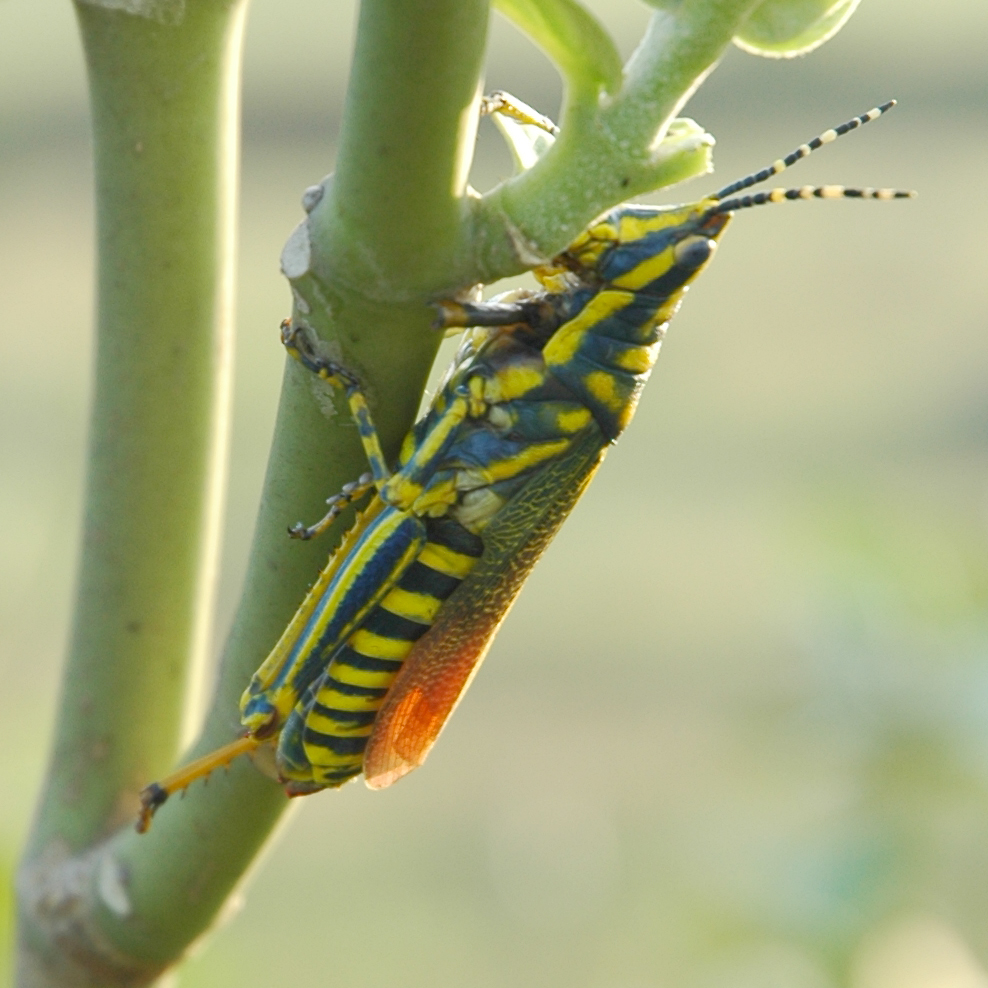
Poekilocerus pictus aus Asien

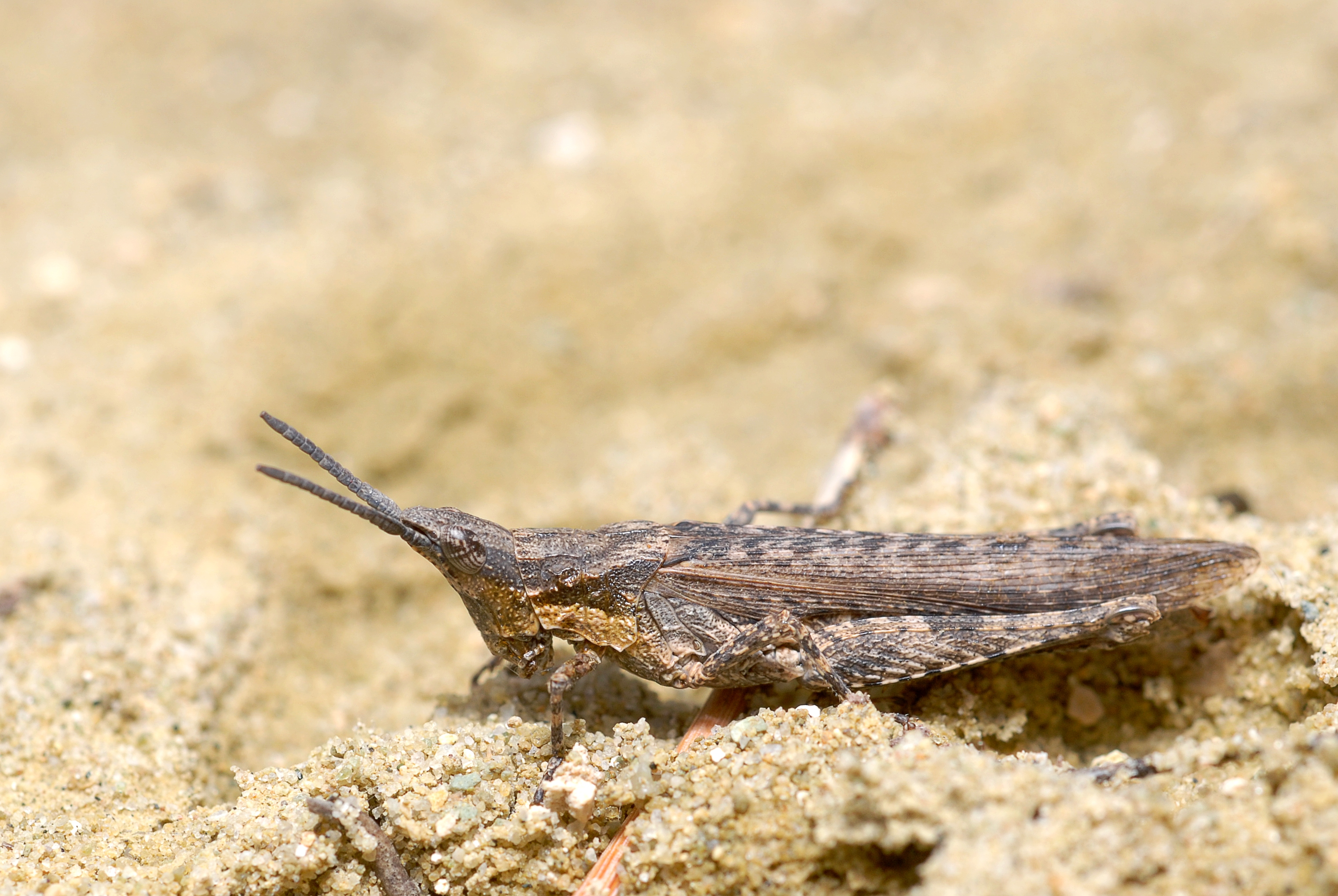
Pyrgomorpha conica

Zu der Familie gehören zahlreiche Arten, die vor allem in Australien und Afrika beheimatet sind. Alleine 39 Arten sind im südlichen Afrika anzufinden. Die folgende Auflistung zeigt die wichtigsten Arten, ist aber nicht vollständig:
- Atractomorpha
  - Atractomorpha australis
  - Atractomorpha hypoestes
  - Atractomorpha similis
- Desmoptera
  - Desmoptera truncatipennis
- Dictyophorus
  - Schaumheuschrecke (Dictyophorus spumans)
- Greyacris
  - Greyacris picta
  - Greyacris profundesulcata
- Monistria
  - Monistria concinna
  - Monistria consobrina
  - Monistria discrepans
  - Monistria latevittata
  - Monistria pustulifera
- Ochrophlebia
- Parastria
  - Parastria reticulata
  - Petasida ephippigera
- Phymateus
  - Phymateus morbillosus
  - Phymateus viripdes
- Poekilocerus
- Propsednura
  - Propsednura eyrei
  - Propsednura peninsularis
- Psedna
  - Psedna nana
- Psednura
  - Psednura musgravei
  - Psednura pedestris
- Pyrgomorpha
- Scutillya
  - Scutillya verrucosa
- Tapharonata
- Yeelana
  - Yeelana argus
  - Yeelana pavonina
- Zonocerus
  - Zonocerus elegans